# Трет (Тренто)
Трет је насеље у Италији у округу Тренто, региону Трентино-Јужни Тирол.
Према процени из 2011. у насељу је живело 164 становника. Насеље се налази на надморској висини од 1214 м.